# Ла Мота (Болоња)
Ла Мота (итал. La Motta) је насеље у Италији у округу Болоња, региону Емилија-Ромања.
Према процени из 2011. у насељу је живело 16 становника. Насеље се налази на надморској висини од 12 м.